# Казімеж Рідль
Казімеж Рідль ТІ (пол. Kazimierz Riedl; 19 листопада 1841, Мейсце-Пястове — 1 березня 1898, Краків) — польський священик-єзуїт, педагог, церковний письменник, проповідник.

## Життєпис
Народився 19 листопада 1841 року в с. Мейсце-Пястове, нині Кросненського повіту Підкарпатського воєводства в Польщі. Навчався в Перемишльській римо-католицькій семінарії і після двох років студій 8 квітня 1862 року вступив до Товариства Ісуса. У 1864—1867 роках вивчав філософію в Старій Весі, а богослов'я в Кракові у 1869—1871. Висвячений на священика в Кракові 28 серпня 1870 року. Ще як студент був професором мов (1867—1869), а потім вихователем у єзуїтському конвікті в Тернополі (1871—1881).
Під час Добромильської реформи Василіянського Чину в Галичині був професором риторики для молодих василіянських студентів у Добромилі (1882—1884).
Директор Видавництва Апостольства Молитви у 1884—1888 роках. У Кракові опікувався бідними дівчатами-служницями і дав початок заснованому пізніше Товариству святої Зити, культ якої пропагував, опрацювавши її житіє («Żywot świętej Zyty, panny służebnej w mieście Lucce», Краків 1890).

## Письменник
Був автором багатьох аскетичних книжок, між іншим популярної серії «Наука віри і звичаїв».

### Українські переклади
Опублікував українською мовою деякі свої книги, а також переклади інших єзуїтських авторів. Його книги неоднорозово передруковувалися в друкарні отців Василіян у Жовкві.
- Яцковський Г. Розваж тое добре!: Гадки спасительні и для добрых и злых / Переробил після давной книжки О. Генрих Яцковскій; Перевел на рускій язык О. Казимир Рідль. — Краків: Накладом О. М. Мыцьельского. Печатня В. Анчица и спілки, 1882. — 215 с., 1 арк. іл. — (Книжки набожніи для вірних каждого стану; Т. 1). — Перевид.: Жовква: Печатня ОО. Василіян, 1897, 1900, 1903.
- Рідль К. Чтенія о муках и смерти Господа нашого Іисуса Христа / Казимір Ридль. — Краків: Накладом авт. Друк. В. А. Анчица и Сп[ілки], 1884. — 128 с. — Перевид.: Краків 1887, 1896; Жовква: Печатня ОО. Василіян, 1899, 1903.
- Рідль К. Чтенія о Пречистій и Преблагословенній Діві Маріи / Написав Казимир Ридль. — Львів: Друк. Т-ва им. Шевченка, 1884. — 107 с. — Перевид. і випр.: Краків 1885, 1889; Жовква: Печатня ОО. Василіян, 1900.
- Рідль К. О святійшій Тайні Евхаристіи / Написав Казимір Рідль. — Львів: Вид-во Чина Святого Василія Великого. Друк. Т-ва им. Шевченка, 1885. — 38 с.
- Рідль К. Чтенія о Найсвятійшій Тайні Евхаристіи или о достойном приготовленію до Святого Причастія / Написав після Лясельв о. Казимір Рідль. — Краків: Накладом о. М. Мыцьельского Т[-ва] Іис[усова]. Друк. Вл. Л. Анчица и Сп., 1885. — 240 с.: іл. — 2-ге вид. Краків 1890.
- Антоневич К. Читаня святочні на гдекотрі свята цілого року / Перевів на рускій язык о. Казимир Рідль. — 2-е выданє поправл. — Краків: Накладом о. М. Мицельского. Друк. В. Л. Анчица и Сп., 1892. — (Книжки побожні для вірных кождого стану; Т. 2). — 3-тє вид.: Жовква: Печатня ОО. Василіян, 1899. — 252 с. — (Вид-во побожных книжок Ч[ина] Св. Василія В[еликого]; Т. 4).